# Music Makers Ltd
Music Makers Ltd è un album degli Azoto, pubblicato nel 1978 dalla Vedette Records in versione 33⅓ giri.

## Tracce
Lato A
1. Havah Nagilah - 8:53
2. Rainfall - 5:51 (Edizioni I.M.I.)

Lato B
1. Discomedley - 7:03 (Edizioni I.M.I.)
2. Zorba's Dance - 3:21 (Edizioni Curci)
3. Silverplate - 5:40 (Edizioni I.M.I.)

## Formazione
- Celso Valli - producer, direttore e musiche
- Sandon - autore tracce A2, B1, B3
- Mikīs Theodōrakīs - autore di Zorba's Dance

## Curiosità
Havah Nagilah è una rielaborazione in chiave elettronica della canzone popolare ebraica Hava Nagila.